# 刘湛恩

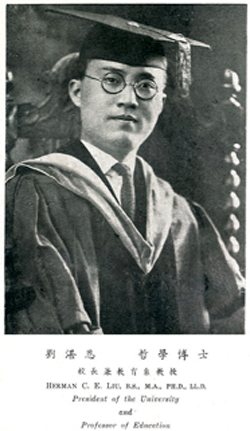

刘湛恩（Herman C. E. Liu，1896年—1938年4月7日），湖北省阳新县人，沪江大学首任华人校长。

## 生平
刘湛恩于1896年12月生于湖北省阳新县的一个贫寒家庭，四岁时父亲逝世，族人强迫其母罗太夫人改嫁，其母不从，乃携幼子刘湛恩及刚出生的小女儿离家出走，步行一百多里，逃到汉阳。在汉阳，其母获得美国女宣教士白桃医师（Dr. Emilie Bretthaner）之助，入浸信会医院担任护士，不久即皈依基督教，并很快升为护士长，进而升任护士学校校长。
刘湛恩起初入汉口浸信会小学学习，12岁升入九江同文书院。其间，他成为基督徒，并与王立明（即他日后的妻子）结识并成为朋友。自同文书院毕业后，刘湛恩考入苏州东吴大学，在校期间参加教会的唱诗班和查经班，不久出任东吴大学基督教青年会会长。1918年，刘湛恩获得东吴大学理学士学位。同年秋，刘湛恩获奖学金赴美国留学，入芝加哥大学学习教育，获得硕士学位。此后，他又进入纽约哥伦比亚大学教育学院学习，于1922年获得哲学博士学位。

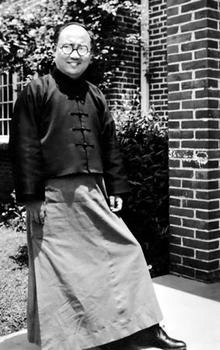
刘湛恩在自家住宅门口

1922年，刘湛恩毕业归国，在南京国立东南大学任教。1923年来到上海，担任中华基督教青年会全国协会教育部干事，同时在大学里兼职授课。1925年五卅惨案后，一部分师生退出了上海圣约翰大学，另组光华大学（今华东师范大学），刘湛恩参与了光华大学的创建，并任光华大学校董兼教授。1926年，刘湛恩到芬兰赫尔辛基出席了青年会世界大会，并作为中国方面的首席代表在大会上演讲。在参加此次会议期间，其母在中国上海逝世。
1928年2月，刘湛恩接受上海沪江大学校董会之聘，接替美国籍校长魏馥兰（F·J·White），出任沪江大学第一任华人校长。他提倡职业教育与公民教育，提出了“让沪江大学更中国化，更基督化”的口号，并倡导“积极的、前进的、建设的、牺牲的”沪江精神。在任期间，他扩充设备及课程，筹款建造图书馆、大礼堂、膳堂、体育馆、教职员住宅、思魏堂等建筑。此外，刘湛恩还在城中区创立了商学院，并为工人及工人子弟创办了工人夜校、工人子女义务学校、民众图书馆等等。
除担任沪江大学校长之外，刘湛恩还兼任上海市参议会参事、上海市地方协会会员、上海工部局华人教育委员、上海职业指导所主任、商务印书馆董事、全国基督教青年协会董事、太平洋国际学会中国分会理事、上海市国际友谊社社长等职务。在担任沪江大学校长期间，刘湛恩曾两次出国，一次是赴欧美考察文化教育，另一次是出席世界教育会议。
1931年九一八事变后，刘湛恩积极呼吁抗日救亡，并利用出国考察及参加国际会议等机会，揭露日本对中国的侵略，号召海外华侨团结支援中国的斗争。他曾先后邀冯玉祥、陶行知、李公朴等人士到沪江大学发表演讲，还参加声援东北义勇军等活动。1935年一二·九运动后，刘湛恩同上海文化界人士马相伯、沈钧儒、陶行知等283人共同发表了《上海文化界救国运动宣言》，要求南京国民政府派兵抗战，并惩办卖国贼，给与人民言论及结社自由。他还同上海其他大学校长李登辉、何炳松等十多人上书上海市市长，阐述爱国主张。此后，刘湛恩又和上海基督教界领袖28人联合发表了时局宣言，呼吁中国团结一致，共同救国。
1937年夏，抗日战争爆发后，沪江大学本部并入城中区商学院，与东吴大学、圣约翰大学组成了教会联合大学。刘湛恩除主持联合大学的校政之外，还联合各界人士成立“上海各界救亡协会”，并被推为主席。日军占领南京后，他领导成立了国际友谊社，代表中国政府与各国驻上海的外交人员进行联络，向各国政府及人民宣传中国的抗日立场，被上海租界内的人士称为“在野的外交”。南京大屠杀照片便是由滞留在南京城内的西方传教士拍摄后带出，辗转交给刘湛恩保存并公布的。

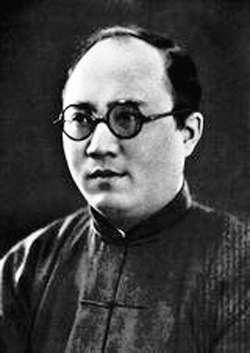

1937年11月，日军攻占上海，上海租界成为“孤岛”。1938年春，日本准备在南京成立傀儡政府中华民国维新政府，并拉拢刘湛恩出任教育部长，遭其拒绝。刘湛恩仍然坚持从事抗日工作。
1938年4月7日清晨，刘湛恩送儿子上学，在上海静安寺路和大华路（今南京西路和南汇路）交汇处的公共汽车站等车时，遭到日伪方面收买的暴徒狙击，当场死亡，享年42岁。
刘湛恩死后，重庆国民政府为其举行了公葬，并且明令褒扬。刘湛恩的遗孀刘王立明曾先后在四川宜宾创立“湛恩难童教养院”，在重庆、成都、广源等地创立“湛恩妇女赈济院”等慈善机关。抗日战争胜利后，沪江大学在上海复校，全校的师生及刘湛恩的生前友好筹款在该校内兴建了“刘湛恩纪念图书馆”。

## 家庭
其妻为妇女活动家刘王立明。和刘湛恩在中学时期结识。大学毕业后，二人在同时期赴美国学习。学成归国后，二人在上海结婚，婚后育有二子一女。